# Anoploderma
Anoploderma är ett släkte av skalbaggar. Anoploderma ingår i familjen långhorningar.
Kladogram enligt Catalogue of Life:
| Anoploderma | \| \| Anoploderma bicolor \| \| \| \| \| \| Anoploderma breueri \| \| \| \| \| \| Anoploderma peruvianum \| \| \| \| |
|             | \| \| Anoploderma bicolor \| \| \| \| \| \| Anoploderma breueri \| \| \| \| \| \| Anoploderma peruvianum \| \| \| \| |
|             | Anoploderma bicolor                                                                                                  |
|             | |
|             | Anoploderma breueri                                                                                                  |
|             | |
|             | Anoploderma peruvianum                                                                                               |
|             | |